# Наркокартель Энвигадо

Наркокартель Энвигадо (исп. Oficina de Envigado) — колумбийская организованная преступная группировка с штаб-квартирой в городе Энвигадо, департамент Антьокия.

## История
Основан одним из руководителей колумбийских инсургентов Диего Мурильо Бехарано (известного также под псевдонимом «Дон Берна»), первоначально в качестве одной из структур Медельинского картеля. Из-за конфликта с Пабло Эскобаром Бехарано был изгнан из Медельинского картеля и с группой сторонников примкнул к антиэскобаровской вооружённой группировке Лос Пепес. Совместно с группировкой Объединённые силы самообороны Колумбии Бехарано наладил незаконный оборот наркотиков. Картель Энвигадо также контролирует так называемую «группу Терраса», пользующуюся репутацией одной самых жестоких организаций наёмных убийц в стране.
В 2006 году Бехарано был арестован за убийство местного политика, но при этом продолжал руководить своей преступной империей из тюрьмы и достиг соглашения с властями о прекращении насилия в обмен на смягчение условий содержания. В 2008 году Бехарано вместе с 13 другими лидерами колумбийского наркобизнеса был экстрадирован в США, где приговорён к 33 годам заключения, из которых 27 должен провести в тюрьме. После этого в картеле Энвигадо развернулась борьба за власть между Максимилиано Бонилья и Эриком Варгасом, а также конфликт с группировкой Los Urabeños. Варгас был арестован на своем ранчо в августе 2012.

## Деятельность
Помимо наркоторговли, картель Энвигадо также контролирует ряд казино и других игорных заведений и занимается отмыванием денег. Имеет партнерские отношения с колумбийским наркокартелем Лос Растрохос и мексиканским наркокартелем Лос-Сетас.